# Renato Essenfelder
Renato Essenfelder (Curitiba, 1980) é um jornalista, cronista, escritor e professor universitário brasileiro.

## Biografia
Trabalhou como repórter e editor do jornal Folha de S.Paulo, editor-chefe do jornal Metro em São Paulo, colunista da Revista Benfazeja e editor da revista Cadernos de Cidadania, do Sesc-SP. Atualmente, é professor do mestrado em Jornalismo da ESPM-SP, nas disciplinas de Ética e de Narrativas Híbridas. e mantém uma coluna semanal de crônicas no Portal Estadão. Também foi professor da faculdade Cásper Líbero e da Universidade Presbiteriana Mackenzie. Seu doutorado na Escola de Comunicações e Artes da Universidade de São Paulo (ECA-USP), orientado por Cremilda Medina, foi sobre o impacto da internet na rotina e na vida dos editores de jornal impresso.
Escreve ficção adulta, tendo publicado dois livros, Febre (Patuá, 2013) e o livro de contos As Moiras. (ComArte/Edusp, 2014), bem recebidos pela crítica. Anderson Fonseca escreveu sobre Febre:
"Febre é um romance que mistura o fluxo narrativo herdado da obra de Raduan Nassar e a introspectividade de Clarice Lispector e Caio Fernando Abreu. É literalmente um romance PORRADA na cara do leitor, porque cada frase, cada parágrafo é um questionamento da relação do homem com seu meio e consigo, é uma LITERATURA DESAUTOMATIZANTE, pois o leitor se parte entre as várias (re)descobertas do narrador. Busquei durante a leitura da obra uma classificação adequada, mas não encontrei, Febre foge a todas as classificações, apesar da comparação com o estilo de Nassar, a escrita de Essenfelder é bastante diferente, o fluxo narrativo é dinâmico, mas as frases, lírico-filosóficas, lançam o leitor num abismo. Eu fiquei à margem do precipício enquanto lia Febre: “O natural das coisas é morrer, simplesmente.” Tudo morre, eis a verdade da obra".
Publicou peças de ficção em revistas como "Arte e Letra - Estórias", "Minotauro", "Germina" e nas edições 6 e 8 de "Originais Reprovados", da USP, entre outras. Recebeu o Prêmio Nacional de Contos da Secretaria da Cultura do Paraná. Como jornalista, recebeu prêmios como o Imprensa Embratel, por reportagem sobre as Metas do Milênio da ONU na Folha de S.Paulo, o SAE Brasil, o Abecip, o Caesp, entre outros.